# Diplotaxis clypeata
Diplotaxis clypeata är en skalbaggsart som beskrevs av Bates 1888. Diplotaxis clypeata ingår i släktet Diplotaxis och familjen Melolonthidae. Inga underarter finns listade i Catalogue of Life.